# Gallipoli Calcio 2008-2009
Questa pagina raccoglie i dati riguardanti il Gallipoli Calcio nelle competizioni ufficiali della stagione 2008-2009.

## Stagione
La stagione segna un netto cambiamento in società: al posto di Pagni e Patania vengono chiamati Gino Dimitri, ex responsabile dell'area tecnica del settore giovanile del Lecce, e come allenatore Giuseppe Giannini. La rosa, che combina giovani promettenti ed elementi esperti della categoria, punta con decisione alla promozione in Serie B, anche sfruttando il fattore-campo legato soprattutto all'atipico terreno in sintetico. In campionato il Gallipoli mantiene un rendimento costante. La formazione ionica può contare su un organico molto valido, che ha in Ciro Ginestra e Francesco Di Gennaro due prolifici attaccanti, cui si aggiungono il regista David Mounard, i centrocampisti centrali Gennaro Esposito e Giuseppe Russo ed una difesa di spessore, guidata dal portiere Generoso Rossi. Il Gallipoli si insedia solitario in vetta alla classifica sino dalle prime giornate, con 16 punti dopo sole 6 partite. Poi la squadra accusa un calo nelle successive battute (sconfitte esterne a Foggia e Pescara e pareggio interno con l'Arezzo), ma subito si riprende, sconfiggendo il club campano della Cavese allo Stadio Bianco per 5-1. È il periodo tra dicembre e gennaio che consolida il Gallipoli tra le pretendenti alla promozione in Serie B, a differenza di quanto avvenuto nelle stagioni precedenti, quando la squadra in questo periodo ebbe cali fisici e mentali. Seguiranno le vittorie con il Crotone in casa e nel derby pugliese col Taranto allo Stadio Iacovone. La squadra giallorossa in casa ha un rendimento molto positivo, ma rispetto alla stagione precedente decisivo è anche il rendimento in trasferta. La svolta della stagione risale al 26 aprile, quando il team di Giannini deve affrontare a Crotone i rossoblu allenati dal salentino Francesco Moriero. La classifica allora vede il Gallipoli in testa a 57 punti e il Crotone staccato di un solo punto, a 56. Dopo il primo tempo conclusosi a reti bianche, il Crotone passa in vantaggio con Basso su rigore, ma il Gallipoli si porta sull'1-1 con un tiro di destro del bomber Ginestra, prima che all'89º minuto l'attaccante Di Gennaro firmi il definitivo 2-1 con un tiro in diagonale. Il gol, festeggiato con gli 800 tifosi gallipolini giunti in Calabria, consente al Gallipoli di aumentare il distacco, che sale a 4 punti. La gioia definitiva per i tifosi gallipolini arriva il 17 maggio 2009, quando i giallorossi, davanti a 7.000 spettatori festanti in uno Stadio Bianco gremito in ogni ordine di posto, batte tra le mura amiche 3-2 la Real Marcianise. Al fischio finale cominciano le celebrazioni, con cori e inni rivolti alla società, alla squadra e al mister Giannini. Per i giallorossi si tratta così del primo approdo in Serie B nella loro storia: così facendo il Gallipoli è la quarta società salentina, dopo Lecce, Taranto e Brindisi, ad accedere alla serie cadetta. Pochi giorni più tardi il Gallipoli prevale nella doppia sfida valida per la Supercoppa di Lega contro il Cesena: dopo lo 0-0 in casa, il Gallipoli riesce ad espugnare lo Stadio Dino Manuzzi per 2-1 grazie all'autogol di Cusaro e la marcatura di Buzzegoli.

## Organigramma societario
Area direttiva
- Presidente: Vincenzo Barba

Area tecnica
- Allenatore: Giuseppe Giannini
- Allenatore in seconda: Roberto Corti
- Preparatore atletico: Roberto Masiello
- Preparatore dei portieri: Giovanni Cervone

## Rosa
| N. |                    | Ruolo | Calciatore             |
| -- | ------------------ | ----- | ---------------------- |
|    | Italia (bandiera)  | P     | Marco Marcandalli      |
|    | Italia (bandiera)  | P     | Generoso Rossi         |
|    | Italia (bandiera)  | P     | Joachim Spina          |
|    | Italia (bandiera)  | P     | Carlo Sciarrone        |
|    | Italia (bandiera)  | D     | Paolo Antonioli        |
|    | Italia (bandiera)  | D     | Matteo Bonatti         |
|    | Italia (bandiera)  | D     | Alessandro Ianniciello |
|    | Italia (bandiera)  | D     | Morris Molinari        |
|    | Italia (bandiera)  | D     | Alberto Savino         |
|    | Francia (bandiera) | D     | Mohamadou Sissoko      |
|    | Italia (bandiera)  | D     | Andrea Suriano         |
|    | Italia (bandiera)  | D     | Gaetano Vastola        |
|    | Italia (bandiera)  | C     | Daniele Buzzegoli      |
|    | Italia (bandiera)  | C     | Francesco Cangi        |

| N. |                      | Ruolo | Calciatore            |
| -- | -------------------- | ----- | --------------------- |
|    | Italia (bandiera)    | C     | Mirko Carretta        |
|    | Italia (bandiera)    | C     | Christian Cimarelli   |
|    | Italia (bandiera)    | C     | Giorgio Cini          |
|    | Italia (bandiera)    | C     | Gennaro Esposito      |
|    | Italia (bandiera)    | C     | Andrea Giacomini      |
|    | Francia (bandiera)   | C     | David Mounard         |
|    | Italia (bandiera)    | C     | Giuseppe Russo        |
|    | Italia (bandiera)    | C     | Gianluca Sansone      |
|    | Argentina (bandiera) | C     | Facundo Emanuel Zampa |
|    | Italia (bandiera)    | A     | Francesco Di Gennaro  |
|    | Italia (bandiera)    | A     | Ciro Ginestra         |
|    | Italia (bandiera)    | A     | Adriano Marzeglia     |
|    | Italia (bandiera)    | A     | Giovanni Riccardo     |

## Risultati

### Lega Pro Prima Divisione
| andata       | 1ª giornata         | ritorno      |
| 31 ago. 2008 |                     | 11 gen. 2009 |
| 1-0          | Gallipoli-Pistoiese | 2-0          |

| andata       | 4ª giornata           | ritorno     |
| 21 set. 2008 |                       | 8 feb. 2009 |
| 0-0          | Juve Stabia-Gallipoli | 1-1         |

| andata       | 7ª giornata      | ritorno      |
| 12 ott. 2008 |                  | 1º mar. 2009 |
| 1-0          | Foggia-Gallipoli | 2-2          |

| andata      | 10ª giornata     | ritorno      |
| 2 nov. 2008 |                  | 29 mar. 2009 |
| 5-1         | Gallipoli-Cavese | 0-1          |

| andata       | 13ª giornata        | ritorno      |
| 23 nov. 2008 |                     | 19 apr. 2009 |
| 3-0          | Benevento-Gallipoli | 0-2          |

| andata       | 16ª giornata              | ritorno      |
| 14 dic. 2008 |                           | 10 mag. 2009 |
| 3-1          | Gallipoli-Virtus Lanciano | 1-2          |

| andata      | 2ª giornata       | ritorno      |
| 7 set. 2008 |                   | 18 gen. 2009 |
| 1-2         | Potenza-Gallipoli | 0-1          |

| andata       | 5ª giornata       | ritorno      |
| 28 set. 2008 |                   | 15 feb. 2009 |
| 0-1          | Perugia-Gallipoli | 1-4          |

| andata       | 8ª giornata      | ritorno      |
| 19 ott. 2008 |                  | 15 mar. 2009 |
| 2-2          | Gallipoli-Arezzo | 0-1          |

| andata      | 11ª giornata      | ritorno     |
| 9 nov. 2008 |                   | 5 apr. 2009 |
| 0-0         | Ternana-Gallipoli | 0-1         |

| andata       | 14ª giornata      | ritorno      |
| 30 nov. 2008 |                   | 26 apr. 2009 |
| 2-1          | Gallipoli-Crotone | 2-1          |

| andata       | 17ª giornata              | ritorno      |
| 21 dic. 2008 |                           | 17 mag. 2009 |
| 2-2          | Real Marcianise-Gallipoli | 2-3          |

| andata       | 3ª giornata       | ritorno      |
| 14 set. 2008 |                   | 25 gen. 2009 |
| 2-0          | Gallipoli-Foligno | 0-2          |

| andata      | 6ª giornata        | ritorno      |
| 5 ott. 2008 |                    | 22 feb. 2009 |
| 3-1         | Gallipoli-Paganese | 2-0          |

| andata       | 9ª giornata       | ritorno      |
| 26 ott. 2008 |                   | 22 mar. 2009 |
| 2-1          | Pescara-Gallipoli | 1-4          |

| andata       | 12ª giornata       | ritorno      |
| 16 nov. 2008 |                    | 11 apr. 2009 |
| 3-1          | Gallipoli-Sorrento | 0-1          |

| andata      | 15ª giornata      | ritorno     |
| 7 dic. 2008 |                   | 3 mag. 2009 |
| 1-2         | Taranto-Gallipoli | 0-1         |

### Coppa Italia
| Arbitro: | Nasca (Bari) |

|                               |           |                       |
| Russo 25’, 50’ Di Gennaro 30’ | Marcatori | 4’ Dinolfo 88’ Avolio |

| Arbitro: | Pierpaoli (Firenze) |

|           |           |  |
| Godeas 8’ | Marcatori |  |

### Coppa Italia Lega Pro

#### Fase 1 ad eliminazione diretta
| 8 ottobre 2008, ore 15:00 Primo turno | Gallipoli | 2 – 0 | Noicattaro |  |

| 29 ottobre 2008 Secondo turno | Gallipoli | 1 – 0 | Taranto |  |

#### Terzo turno a gironi
| 19 novembre 2008 1ª giornata | Gallipoli | 2 – 1 | Gela |  |

| 10 dicembre 2008 3ª giornata | Sorrento | 1 – 0 | Gallipoli |  |

### Supercoppa di Lega
| Gallipoli 24 maggio 2009 Andata | Gallipoli        | 0 – 0 referto | Cesena | Stadio Antonio Bianco\| Arbitro: \| Carbone (Napoli) \| |
| Arbitro:                        | Carbone (Napoli) |               |        |                                                         |

| Arbitro: | Coccia (San Benedetto del Tronto) |

|                 |           |                                |
| Giaccherini 84’ | Marcatori | 7’ (aut.) Cusaro 86’ Buzzegoli |

## Statistiche

### Statistiche di squadra
|  |    | Classifica 2008-09 | Pt | G  | V  | N | P | GF | GS | DR  |
|  | -- | ------------------ | -- | -- | -- | - | - | -- | -- | --- |
|  | 1. | Gallipoli          | 66 | 34 | 20 | 6 | 8 | 55 | 32 | +23 |